# Jozef Majoroš (1970)
Jozef Majoroš (Geča, 19 marzo 1970) è un ex calciatore slovacco, di ruolo attaccante.

## Carriera

### Nazionale
Esordisce l'11 marzo 1997 contro l'Ungheria (0-1).

## Palmarès

### Giocatore

#### Club
- Coppa della Repubblica Ceca: 1

Viktoria Zizkov: 1993-1994
- Campionato slovacco: 1

Slovan Bratislava: 1998-1999
- Coppa di Slovacchia: 1

Slovan Bratislava: 1998-1999

#### Individuale
- Calciatore slovacco dell'anno: 1

1998